# Elecciones municipales del Cuzco de 1995
Las elecciones municipales del Cusco de 1995 se llevaron a cabo el 12 de noviembre de 1995 para elegir al alcalde y al Concejo Provincial del Cusco para el periodo 1996-1998. La elección se celebró simultáneamente con elecciones municipales (provinciales y distritales) en todo el Perú.

## Sistema electoral
La Municipalidad Provincial del Cusco es el órgano administrativo y de gobierno de la provincia del Cusco. Está compuesta por el alcalde y el Concejo Provincial.
La votación del alcalde y el concejo se realiza en base al sufragio universal, que comprende a todos los ciudadanos nacionales mayores de dieciocho años, empadronados y residentes en la provincia del Cusco y en pleno goce de sus derechos políticos, así como a los ciudadanos no nacionales residentes y empadronados en la provincia del Cusco.
El Concejo Provincial del Cusco está compuesto por 19 regidores elegidos por sufragio directo para un período de tres (3) años, en forma conjunta con la elección del alcalde (quien lo preside). La votación es por lista cerrada y bloqueada. Se asigna a la lista ganadora los escaños según el método d'Hondt o la mitad más uno, lo que más le favorezca.

## Composición del Concejo Provincial del Cusco
La siguiente tabla muestra la composición del Concejo Provincial del Cusco antes de las elecciones.
| Partidos | Partidos                         | Regidores |
| -------- | -------------------------------- | --------- |
|          | Lista Independiente Frente Unido | 14        |
|          | Lista Independiente Cambio 93    | 3         |
|          | Izquierda Unida                  | 2         |

## Partidos y candidatos
A continuación se muestra una lista de los principales partidos y alianzas electorales que participaron en las elecciones:
| Candidatura | Candidatura | Partidos y alianzas                                                   | Candidatos | Candidatos                 | Ideología          | Resultado previo | Resultado previo | Ref. |
| Candidatura | Candidatura | Partidos y alianzas                                                   | Candidatos | Candidatos                 | Ideología          | Votos (%)        | Reg.             | Ref. |
| ----------- | ----------- | --------------------------------------------------------------------- | ---------- | -------------------------- | ------------------ | ---------------- | ---------------- | ---- |
|             | IND         | Lista - Lista Independiente N° 3 Frente Amplio                        |            | Sin información disponible | Localismo cusqueño | Nuevo            | Nuevo            |      |
|             | IND         | Lista - Lista Independiente N° 7 Desarrollo 95                        |            | Sin información disponible | Localismo cusqueño | Nuevo            | Nuevo            |      |
|             | IND         | Lista - Lista Independiente N° 13 Comité Cívico Vecinal Independiente |            | Sin información disponible | Localismo cusqueño | Nuevo            | Nuevo            |      |
|             | IND         | Lista - Lista Independiente N° 15 Cusco 95                            |            | Sin información disponible | Localismo cusqueño | Nuevo            | Nuevo            |      |
|             | IND         | Lista - Lista Independiente N° 17 Inka Pachakuteq                     |            | Raúl Salizar Saico         | Localismo cusqueño | Nuevo            | Nuevo            |      |

Otros candidatos
| Partidos y alianzas | Partidos y alianzas                               | Candidatos                 |
| ------------------- | ------------------------------------------------- | -------------------------- |
|                     | Lista Independiente N° 5 Cusco Eterno             | Sin información disponible |
|                     | Lista Independiente N° 9 Rumbo al Cambio          | Sin información disponible |
|                     | Lista Independiente N° 11 Nueva Alianza por Cusco | Sin información disponible |

## Resultados

### Sumario general
|                        |                                                               |              |              |              |           |           |
| Partidos y coaliciones | Partidos y coaliciones                                        | Voto popular | Voto popular | Voto popular | Regidores | Regidores |
| Partidos y coaliciones | Partidos y coaliciones                                        | Votos        | %            | ±pp          | Total     | +/−       |
|                        | Lista Independiente N° 17 Inka Pachakuteq                     | 33,805       | 33.48        | n/a          | 10        | +10       |
|                        | Lista Independiente N° 3 Frente Amplio                        | 22,620       | 22.40        | n/a          | 4         | +4        |
|                        | Lista Independiente N° 7 Desarrollo 95                        | 20,021       | 19.83        | n/a          | 3         | +3        |
|                        | Lista Independiente N° 15 Cusco 95                            | 7,857        | 7.78         | n/a          | 1         | +1        |
|                        | Lista Independiente N° 13 Comité Cívico Vecinal Independiente | 7,158        | 7.09         | n/a          | 1         | +1        |
|                        | Lista Independiente N° 5 Cusco Eterno                         | 3,752        | 3.72         | n/a          | 0         | ±0        |
|                        | Lista Independiente N° 11 Nueva Alianza por Cusco             | 3,230        | 3.20         | n/a          | 0         | ±0        |
|                        | Lista Independiente N° 9 Rumbo al Cambio                      | 2,538        | 2.51         | n/a          | 0         | ±0        |
|                        |                                                               |              |              |              |           |           |
| Total                  | Total                                                         | 100,981      |              |              | 19        | ±0        |
|                        |                                                               |              |              |              |           |           |
| Votos válidos          | Votos válidos                                                 | 100,981      | 85.40        | +2.04        |           |           |
| Votos en blanco        | Votos en blanco                                               | 6,259        | 5.29         | +3.04        |           |           |
| Votos nulos            | Votos nulos                                                   | 11,003       | 9.31         | –5.08        |           |           |
| Votos emitidos         | Votos emitidos                                                | 118,243      | 70.40        | +9.30        |           |           |
| Abstenciones           | Abstenciones                                                  | 49,725       | 29.60        | –9.30        |           |           |
| Votantes registrados   | Votantes registrados                                          | 167,968      |              |              |           |           |
|                        |                                                               |              |              |              |           |           |
| Fuente:                |                                                               |              |              |              |           |           |

### Concejo Provincial del Cusco
| Cargo                         | Autoridad electa             | Partido político | Partido político                                              |
| ----------------------------- | ---------------------------- | ---------------- | ------------------------------------------------------------- |
| Alcalde Provincial del Cusco  | Raúl Salizar Saico           |                  | Lista Independiente N° 17 Inka Pachakuteq                     |
| Regidora Provincial del Cusco | Rosa Tejada Zúñiga           |                  | Lista Independiente N° 17 Inka Pachakuteq                     |
| Regidor Provincial del Cusco  | Washington Galiano Sánchez   |                  | Lista Independiente N° 17 Inka Pachakuteq                     |
| Regidora Provincial del Cusco | Olimpia Meza Monge de Loaiza |                  | Lista Independiente N° 17 Inka Pachakuteq                     |
| Regidor Provincial del Cusco  | Jorge Callo Marín            |                  | Lista Independiente N° 17 Inka Pachakuteq                     |
| Regidor Provincial del Cusco  | Carlos Navarro Luna          |                  | Lista Independiente N° 17 Inka Pachakuteq                     |
| Regidora Provincial del Cusco | Luis Tristán Valdivia        |                  | Lista Independiente N° 17 Inka Pachakuteq                     |
| Regidor Provincial del Cusco  | Armando Loaiza Manrique      |                  | Lista Independiente N° 17 Inka Pachakuteq                     |
| Regidor Provincial del Cusco  | Augusto Mamani Bautista      |                  | Lista Independiente N° 17 Inka Pachakuteq                     |
| Regidor Provincial del Cusco  | Efraín Quiñones Arizabal     |                  | Lista Independiente N° 17 Inka Pachakuteq                     |
| Regidor Provincial del Cusco  | Miguel Paz Loaiza            |                  | Lista Independiente N° 17 Inka Pachakuteq                     |
| Regidor Provincial del Cusco  | Teófilo Velarde Santos       |                  | Lista Independiente N° 3 Frente Amplio                        |
| Regidor Provincial del Cusco  | José Lazo Guzmán             |                  | Lista Independiente N° 3 Frente Amplio                        |
| Regidor Provincial del Cusco  | José Béjar Quispe            |                  | Lista Independiente N° 3 Frente Amplio                        |
| Regidor Provincial del Cusco  | Juan Fuentes Zambrano        |                  | Lista Independiente N° 3 Frente Amplio                        |
| Regidor Provincial del Cusco  | Héctor Bejarano de Olarte    |                  | Lista Independiente N° 7 Desarrollo 95                        |
| Regidor Provincial del Cusco  | Eric Escalante Cárdenas      |                  | Lista Independiente N° 7 Desarrollo 95                        |
| Regidor Provincial del Cusco  | Jesús Guillén Marroquín      |                  | Lista Independiente N° 7 Desarrollo 95                        |
| Regidora Provincial del Cusco | Thelma Chacón Hermoza        |                  | Lista Independiente N° 15 Cusco 95                            |
| Regidor Provincial del Cusco  | Américo Vera Hermoza         |                  | Lista Independiente N° 13 Comité Cívico Vecinal Independiente |

## Elecciones municipales distritales

### Resultados por distrito
La siguiente tabla enumera el control de los distritos de la provincia del Cusco. El cambio de mando de una organización política se resalta del color de ese partido.
| Distrito      | Alcalde(sa) titular         | Partido político | Partido político | Alcalde(sa) electo(a)            | Partido político | Partido político          |
| ------------- | --------------------------- | ---------------- | ---------------- | -------------------------------- | ---------------- | ------------------------- |
| Ccorca        | Lucio Huamaní Huamaní       |                  | Frente Unido     | Julián Sotomayor Ochoa           |                  | Lista Independiente N° 27 |
| Poroy         | Jorge Oquendo Ortiz de Orué |                  | Frente Unido     | Rosa Sánchez Palomino de Sánchez |                  | Lista Independiente N° 25 |
| San Jerónimo  | Calixto Coanqui Quispe      |                  | Frente Unido     | Calixto Coanqui Quispe           |                  | Lista Independiente N° 3  |
| San Sebastián | Juan Figueroa Serrano       |                  | Frente Unido     | Lucila Tito Miranda de Acurio    |                  | Lista Independiente N° 3  |
| Santiago      | Salomón Beisaga Layme       |                  | Frente Unido     | Víctor del Castillo Alarcón      |                  | Lista Independiente N° 17 |
| Saylla        | Vidal Victorio Vásquez      |                  | Frente Unido     | Silvestre Chihuantito Kcana      |                  | Lista Independiente N° 7  |
| Wánchaq       | Zulema Arriola Farfán       |                  | Frente Unido     | Óscar Valiente Castillo          |                  | Lista Independiente N° 23 |